# Matt Meyer
Matthew S. Meyer (Bay City, Míchigan, 29 de septiembre de 1971) es un político y abogado estadounidense que ejerce como el 76.º gobernador de Delaware desde enero de 2025, antes se desempeñó como ejecutivo del condado de New Castle de 2017 a 2025. Es miembro del Partido Demócrata.
Meyer es candidato en las elecciones para gobernador de Delaware de 2024 para reemplazar al gobernador en ejercicio, John Carney.

## Primeros años y educación
Meyer nació en Bay City (Michigan) y creció en Wilmington, Delaware. Se graduó en la Wilmington Friends School, la Universidad Brown (cum laude en ciencias políticas y ciencias de la computación) y la Facultad de Derecho de la Universidad de Míchigan (miembro de Michigan Law Review). 
Meyer trabajó en la primera campaña presidencial del entonces senador estadounidense Joe Biden en 1988, mientras estaba en la escuela secundaria en Wilmington Friends School. Luego trabajó en la exitosa campaña para gobernador de 1990 de Bruce Sundlun mientras asistía a la Universidad de Brown.

## Campaña para gobernador
Meyer, como ejecutivo del condado en su segundo mandato, está limitado a cumplir dos mandatos consecutivos en el cargo. Fue ampliamente considerado uno de los favoritos para la nominación del Partido Demócrata para gobernador de Delaware en 2024 y anunció su campaña el 6 de junio de 2023.